# Baincthun
 Baincthun  (ndl.: „Baingten“) ist eine französische Gemeinde mit 1321 Einwohnern (Stand 1. Januar 2022) im Département Pas-de-Calais in der Region Hauts-de-France. Sie gehört zum Arrondissement Boulogne-sur-Mer und zum Kanton Boulogne-sur-Mer-2.

## Lage
Die Gemeinde Baincthun liegt im Regionalen Naturpark Caps et Marais d’Opale, fünf Kilometer östlich von Boulogne-sur-Mer. Nachbargemeinden von Baincthun sind La Capelle-lès-Boulogne im Norden, Bellebrune (ndl.: „Bellebrone“) im Nordosten, Crémarest und Wirwignes (ndl.: „Willewine“) im Osten, Questrecques im Südosten, Carly im Süden, Hesdin-l’Abbé im Südwesten, Echinghen (ndl.: „Essingem“) und Isques (ndl.: „Iberge“) im Westen sowie Saint-Martin-Boulogne im Nordwesten.

## Bevölkerungsentwicklung
| Jahr                       | 1962 | 1968 | 1975 | 1982 | 1990 | 1999 | 2006 | 2014 | 2022 |
| Einwohner                  | 1049 | 1082 | 1071 | 1087 | 1147 | 1207 | 1371 | 1300 | 1321 |
| Quellen: Cassini und INSEE |      |      |      |      |      |      |      |      |      |

## Sehenswürdigkeiten
- Kirche Saint-Martin
- Schloss Ordre mit Taubenturm im Ortsteil Macquinghem (Monument historique)

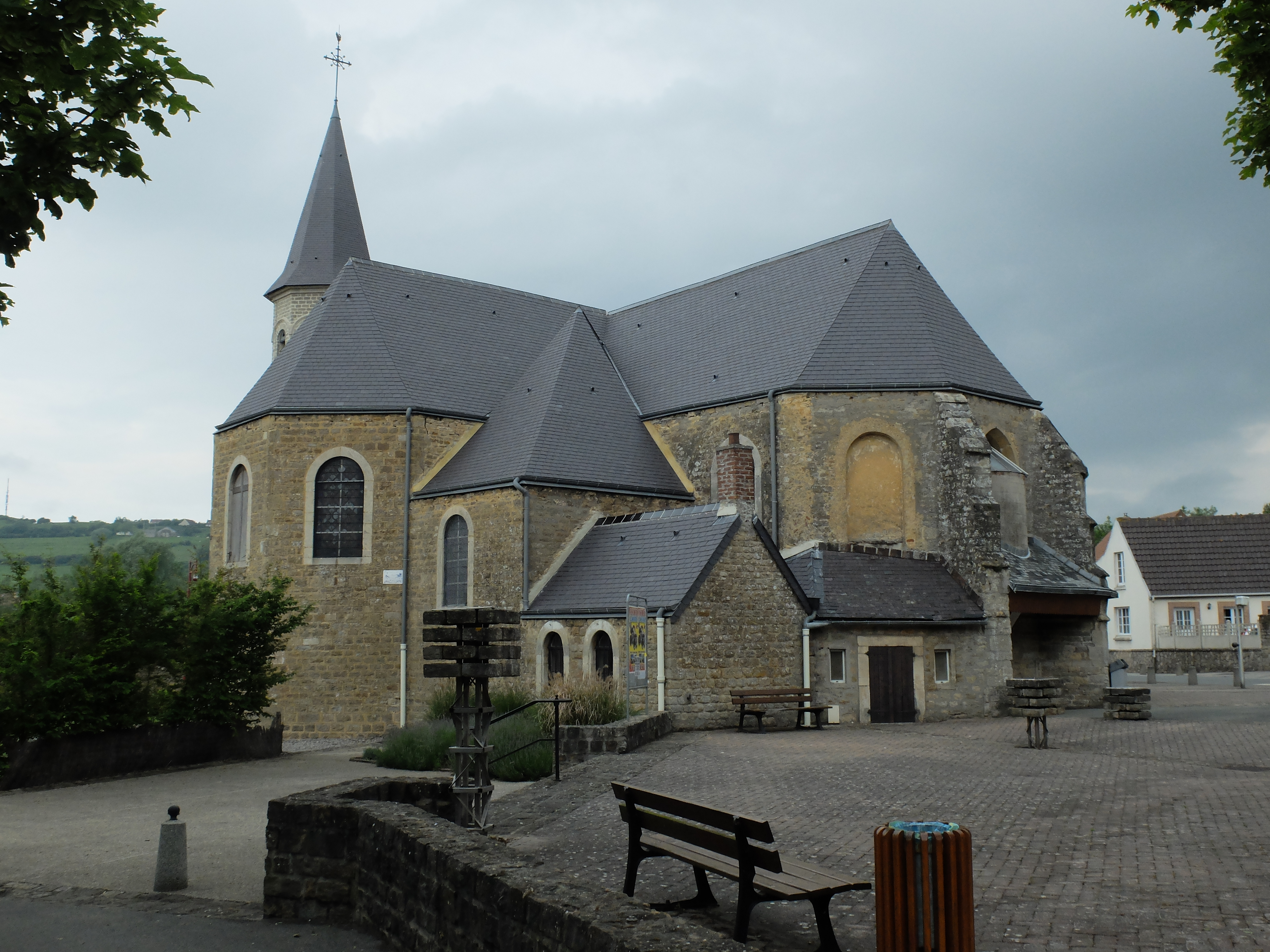
Kirche Saint-Martin
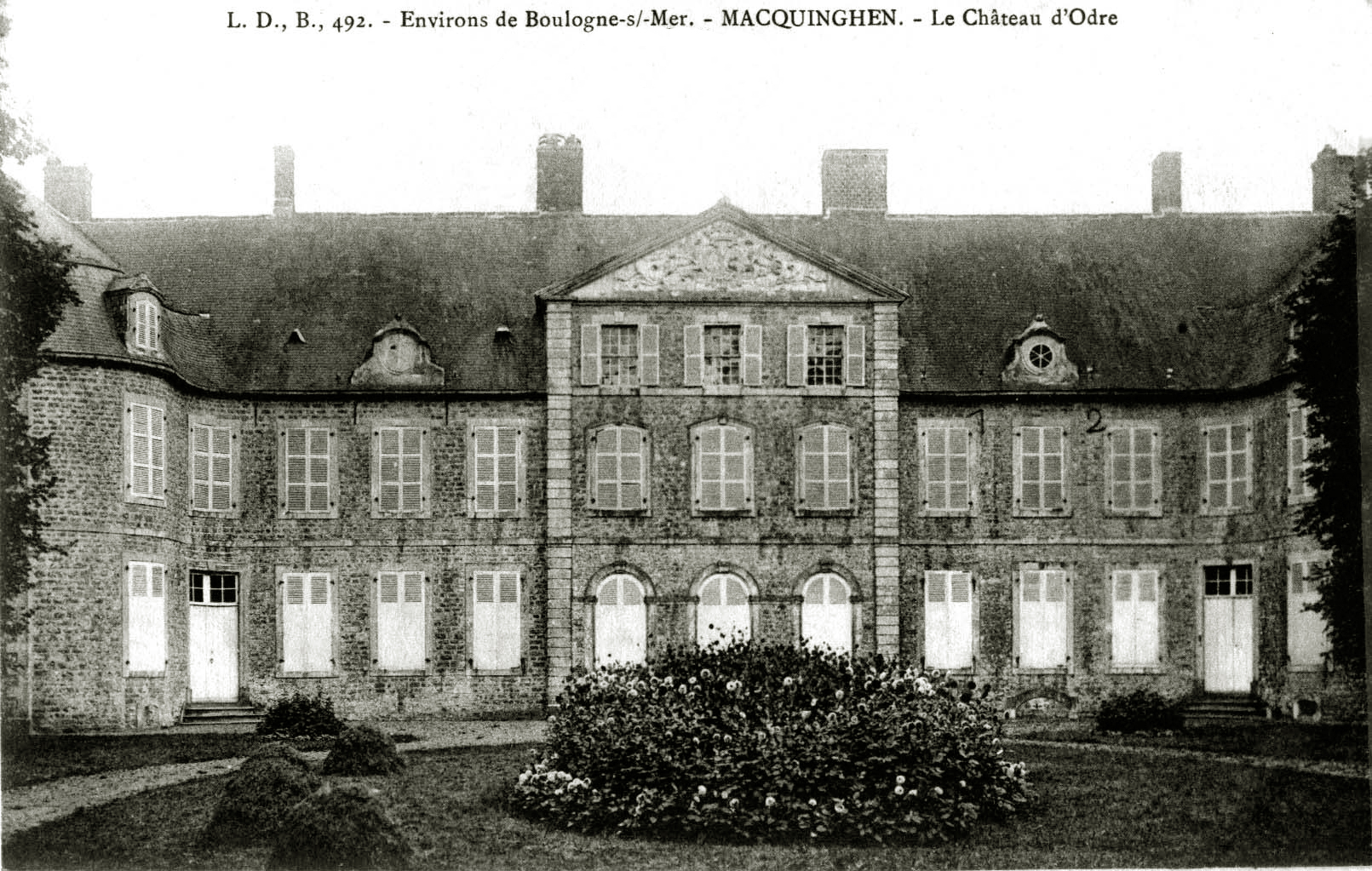
Schloss Ordre